# Schweifblatt
Das Schweifblatt (Dipcadi serotinum) ist eine Pflanzenart in der Unterfamilie der Scilloideae innerhalb der Familie der Spargelgewächse (Asparagaceae).

## Beschreibung
Dipcadi serotinum wächst als ausdauernde krautige Pflanze und erreicht Wuchshöhen zwischen 10 und 40 Zentimetern. Dieser Geophyt bildet Zwiebeln als Überdauerungsorgane aus, die eiförmig, 20 bis 35 × 15 bis 30 (bis 60) mm groß sind und von einer papierartigen Tunika („Zwiebelhaut“) umgeben sind. Die zwei bis vier in einer grundständigen Rosette zusammen stehenden Laubblätter sind einfach, linealisch, rinnig, 0,2 bis 0,5 cm breit und mit einer Länge von 18 bis 35 cm kürzer als der Blütenstandsschaft. Der Blattfläche ist unbehaart und der Blattrand ist glatt.

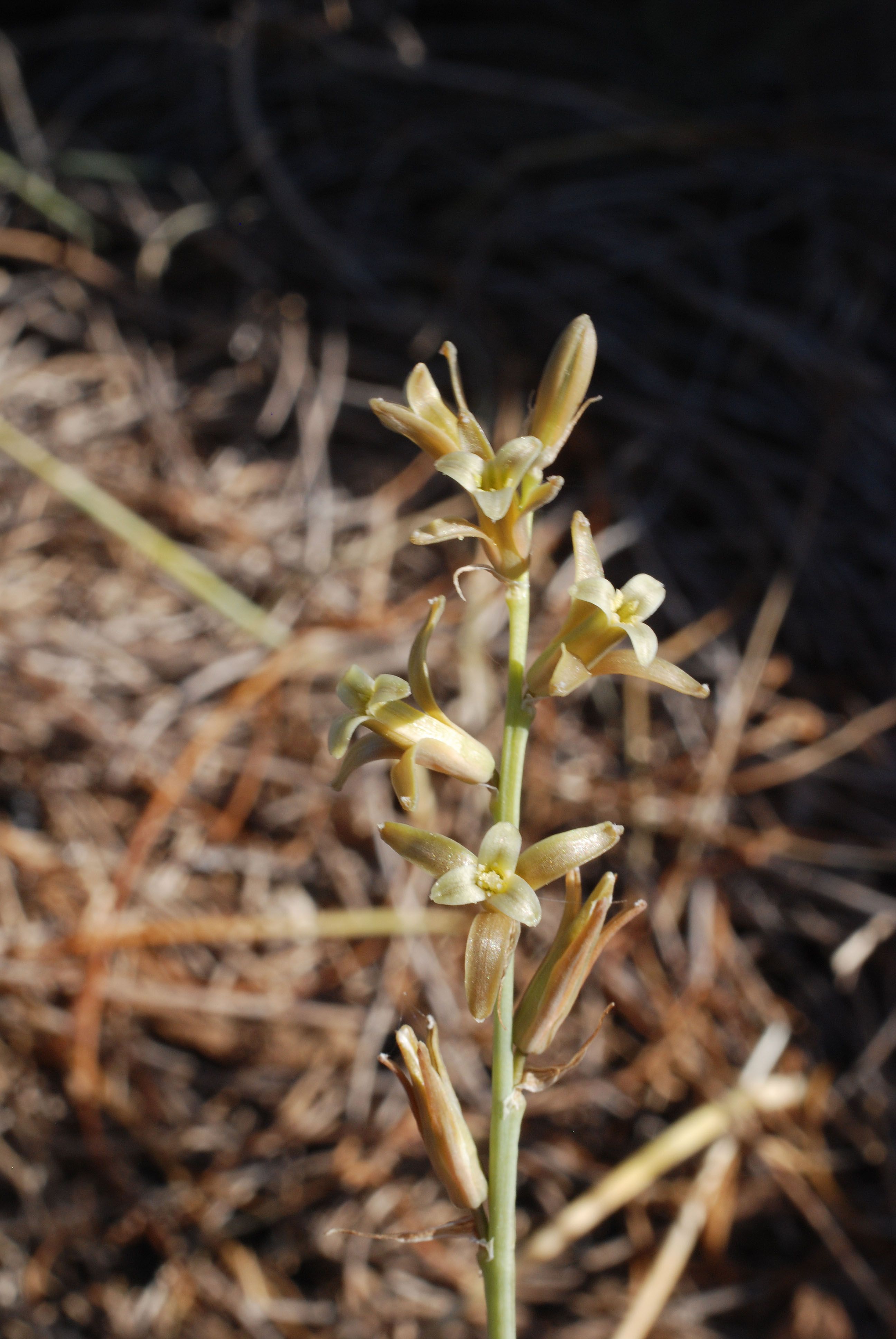
Schweifblatt (Dipcadi serotinum)

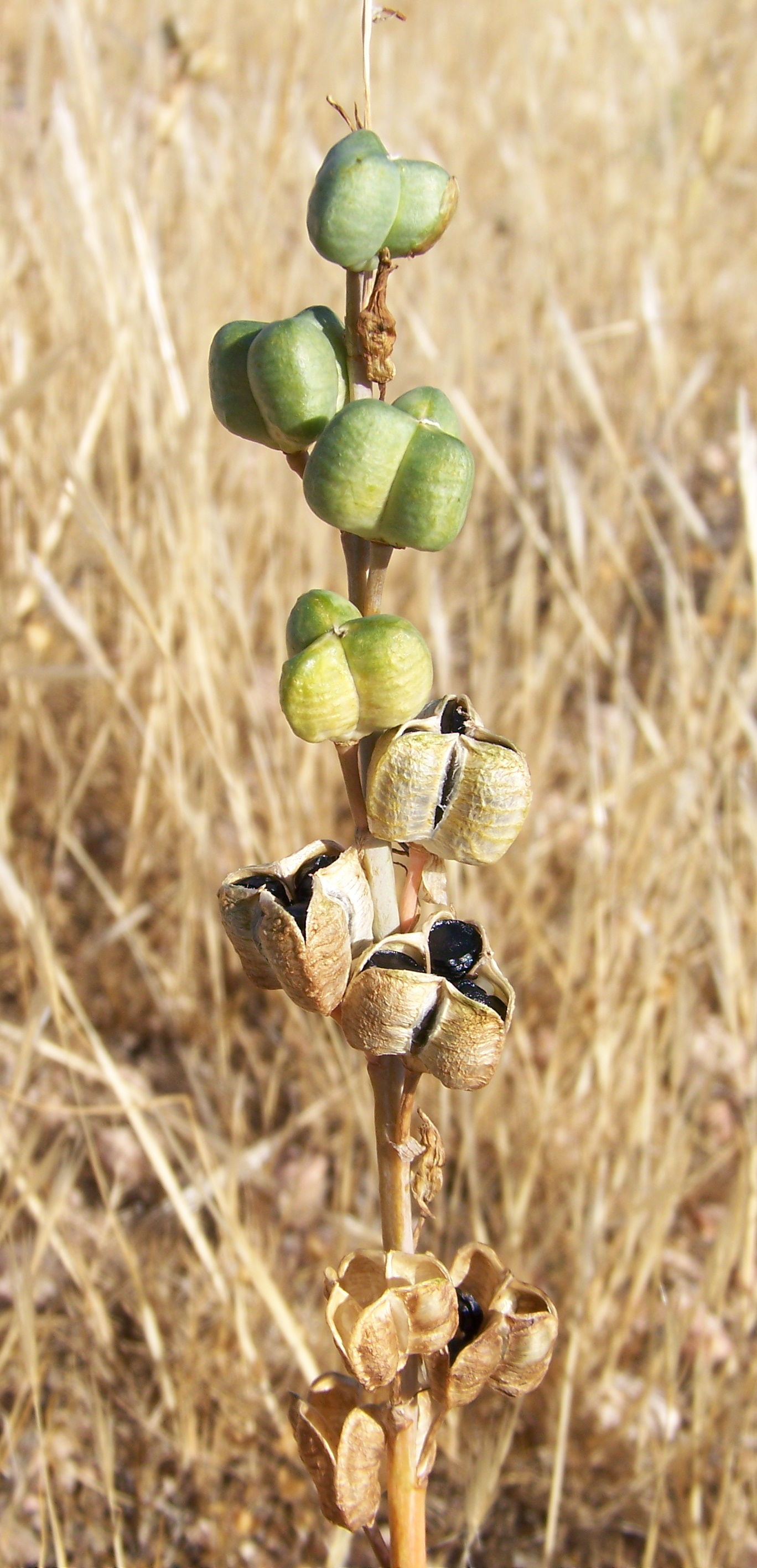
Fruchtstand

Der Blütenstandsschaft weist eine Länge von meist 20 bis 70 (10 bis 100) cm auf. Selten 3 bis meist 10 bis 16 Blüten stehen in einem lockeren, mehr oder weniger einseitswendigen, traubigen Blütenstand mit 8 bis 12 (bis 20) mm langen, lanzettlichen Tragblättern zusammen. Die Blütenstiele sind 5 bis 10 mm lang. Die zwittrigen, dreizähligen Blüten sind schmal glockenförmig. Es sind zwei Kreise mit je drei 12 bis 18 mm langen Blütenhüllblättern vorhanden. Ihre Farbe ist gelblich, bräunlich oder grünlich. Am Grund sind sie zu einem Viertel oder bis zur Hälfte verwachsen. Die drei äußeren Blütenhüllblätter sind bis zur Mitte und die drei inneren sind nur die Spitze rückwärts gekrümmt. Es sind zwei Kreise mit je drei Staubblättern vorhanden; ihre kurzen Staubfäden entspringen in der Blütenhüllblattröhre und die Staubbeutel sind 2 bis 4 mm lang. Drei Fruchtblätter sind zu einem dreikammerigen, 3 bis 5 mm langen Fruchtknoten verwachsen. In jeder Fruchtknotenkammer befinden sich etwa 20 Samenanlagen. Der 3 bis 4,5 mm lange Griffel endet in einer dreilappigen Narbe.
Als Unterart Dipcadi serotinum subsp. fulvum werden herbstblühende, insgesamt kräftigere Pflanzen abgetrennt.
Die Blütezeit reicht von Februar bis Juni bzw. bei Dipcadi serotinum subsp. fulvum von September bis Oktober.
Die lokulizidale Kapselfrucht ist fast kugelig bis verkehrt-eiförmig mit einem Durchmesser von 8 bis 10 mm. Die bräunlich-schwarzen, glänzenden Samen besitzen einen schmalen Flügel.
Die Chromosomenzahl beträgt 2n = 8 oder 36.

## Vorkommen
Das Schweifblatt kommt im westlichen Mittelmeerraum wie auch in Marokko und auf den Kanarischen Inseln vor. Als Standort werden Felsfluren aber auch Sand bevorzugt. Es kommt auch in Saudi-Arabien, Pakistan, dem nördlichen Indien und Nepal vor.

## Systematik
Diese Art wurde 1753 als Hyacinthus serotinus von Carl von Linné in Species Plantarum, S. 317 erstveröffentlicht. Friedrich Kasimir Medikus stellte die Art 1790 in die Gattung Dipcadi.
Synonyms sind Scilla sordida Salisb. (1796, nom. superfl.), Lachenalia serotina (L.) Willd. (1799), Scilla serotina (L.) Ker Gawl. (1805, nom. illeg.), Uropetalon serotinum (L.) Ker Gawl. (1817), Zuccangnia serotina (L.) Dennst. (1820), Agraphis serotina (L.) Heynh. (1846), und Tricharis serotina (L.) Salisb. (1866, nom. inval.) sowie Albuca minor Gled. (1796, nom. illeg.).
Man kann folgende Varietäten unterscheiden:
- Dipcadi serotinum var. serotinum: Sie kommt vom Mittelmeergebiet bis Saudi-Arabien und vom Himalaja bis Indien vor.[5]
- Dipcadi serotinum var. fulvum (Cav.) Ball (Wird von manchen Autoren aus als Unterart Dipcadi serotinum subsp. fulvum (Cav.) K.Richt. angesehen, Basionym: Hyacinthus fulvus Cav.): Sie kommt auf den Kanaren, in Marokko, Algerien und in Spanien vor.[5]